# Glanzend maanmos
Glanzend maanmos (Cephalozia connivens) is een mossoort behorend tot de familie Cephaloziaceae.

## Determinatie

### Uiterlijke kenmerken
De planten zijn bleekgeel tot lichtgroen van kleur. Ze zijn slechts ongeveer 1 mm breed. De stengeltoppen  zijn vaak wat gezwollen en voorzien van bladeren.
De longitudinale, afgeronde flankbladeren zijn ongeveer 0,6 mm breed.Ze zijn voor een derde tot de helft van hun lengte in twee lobben verdeeld, waarvan de stompe toppen naar elkaar neigen.
De soort draagt vaak vruchten in het voorjaar. De opening van het perianth is ingescheurd, terwijl de twee lobben van de omhullende bladeren een gladde rand hebben. De soort plant zich echter ook vegetatief voort via broedlichamen.

### Microscopische kenmerken
De flankbladeren zijn aan de basis gewoonlijk 7 tot 10 cellen breed. De bladcellen zijn relatief groot (30 tot 50 µm breed en 55 tot 70 µm lang) en min of meer zeshoekig. Ze bevatten meestal geen, soms kleine olielichaampjes.

### Gelijkende taxa
De karakteristieke samenneigende bladtoppen van C. connivens vormen meestal een bruikbaar onderscheid met de andere soorten van dit geslacht. Het gelijkende echt maanmos en soms ook aarmaanmos hebben veel kleinere bladcellen. 

## Ecologie
Het komt voor in een breed scala aan milieus voor, zowel in hoog- en laagveen als ook op humeus zand, bijv. in vochtige heide en broekbossen. De soort komt zowel op de grond voor als op rottend hout. Kalkrijke en lemige milieus worden gemeden. Het groeit afgewisseld tussen andere mossen of in dunne bedekkingen, vaak samen met breekblaadje, Dicranodontium denudatum en Sphagnum.

### Syntaxonomie
In de syntaxonomie staat glanzend maanmos te boek als kensoort voor de viertandmos-associatie.

## Verspreiding
De soort komt voor in Europa en Noord-Amerika. In Midden-Europa groeit het voornamelijk in de heidevelden van de laaglanden. Het is zeldzaam in de bergen en lage bergketens.
In Nederland is glanzend maanmos vrij zeldzaam. Het staat op de rode lijst in de categorie 'Kwetsbaar'.